# A' Katīgoria 2022-2023
La A' Katīgoria 2022-2023 (in greco Πρωτάθλημα Α' Κατηγορίας), conosciuta anche come Campionato Cyta (in greco Πρωτάθλημα Cyta) per motivi di sponsorizzazione, è stata l'84ª edizione della massima serie del campionato cipriota di calcio, iniziata il 26 agosto 2022 e terminata il 29 maggio 2023. L'Apollōn Limassol era la squadra campione in carica. L'Arīs Limassol si è laureata campione per la prima volta nella propria storia.

## Stagione

### Novità
Dalla stagione precedente sono retrocesse Ethnikos Achnas e PAEEK Kerynias; mentre dalla Seconda Divisione sono stati promossi Karmiōtissa, Nea Salamis, Akritas Chlōrakas e EN Paralimni: in questo modo le squadre partecipanti alla competizione sono aumentate da 12 a 14.

### Formula
Le 14 squadre partecipanti si affrontano in un girone all'italiana con partite di andata e ritorno, per un totale di 26 giornate.

Al termine della Prima Fase le prime 6 classificate partecipano alla poule scudetto, affrontandosi in un girone all'italiana con partite di andata e ritorno, per un totale di 10 giornate. Le squadre mantengono il punteggio guadagnato durante la stagione regolare. La squadra prima classificata è campione di Cipro e si qualifica al terzo turno di qualificazione della UEFA Champions League 2023-2024; la seconda classificata è ammessa al secondo turno di qualificazione della UEFA Champions League, mentre terza e quarta classificata si qualificano al secondo turno di qualificazione della UEFA Europa Conference League 2023-2024; invece la vincente della Coppa di Cipro si qualifica agli spareggi della UEFA Europa League 2023-2024.

Le squadre classificate dal 7º al 14º posto partecipano alla poule retrocessione, affrontandosi in un girone all'italiana con partite di andata e ritorno, per un totale di 14 giornate. Le squadre mantengono il punteggio guadagnato durante la stagione regolare. Le ultime tre squadre classificate retrocedono in Seconda Divisione.

## Squadre partecipanti
| Club               | Città          | Stadio                                | Stagione precedente                |
| ------------------ | -------------- | ------------------------------------- | ---------------------------------- |
| AEK Larnaca        | Larnaca        | AEK Arena - Georgios Karapatakis      | 2º posto in A' Katīgoria           |
| AEL Limassol       | Limassol       | Stadio Tsirion                        | 8º posto in A' Katīgoria           |
| Akritas Chlōrakas  | Chlorakas      | Dimotiko Chlorakas                    | 3º posto in B' Katīgoria           |
| Anorthōsis         | Famagosta      | Stadio Antōnīs Papadopoulos (Larnaca) | 5º posto in A' Katīgoria           |
| APOEL              | Nicosia        | Stadio Neo GSP                        | 3º posto in A' Katīgoria           |
| Apollōn Limassol   | Limassol       | Stadio Tsirion                        | 1º posto in A' Katīgoria           |
| Arīs Limassol      | Limassol       | Stadio Tsirion                        | 4º posto in A' Katīgoria           |
| Doxa Katōkopias    | Katōkopia      | Stadio Makario (Nicosia)              | 10º posto in A' Katīgoria          |
| EN Paralimni       | Paralimni      | Stadio Tasos Markou                   | 4º posto in B' Katīgoria           |
| Karmiōtissa        | Kato Polemidia | Dimotiko Stadio                       | 1º posto in B' Katīgoria, promosso |
| Nea Salamis        | Larnaca        | Stadio Ammochōstos Epistrofī          | 2º posto in B' Katīgoria, promosso |
| Olympiakos Nicosia | Nicosia        | Stadio Makario                        | 9º posto in A' Katīgoria           |
| Omonia             | Nicosia        | Stadio Neo GSP                        | 7º posto in A' Katīgoria           |
| Pafos              | Pafo           | Stadio Stelios Kyriakides             | 6º posto in A' Katīgoria           |

## Stagione regolare

### Classifica finale
|  | Pos. | Squadra            | Pt | G  | V  | N  | P  | GF | GS | DR  |
|  | ---- | ------------------ | -- | -- | -- | -- | -- | -- | -- | --- |
|  | 1.   | APOEL              | 59 | 26 | 18 | 5  | 3  | 40 | 13 | +27 |
|  | 2.   | AEK Larnaca        | 57 | 26 | 18 | 3  | 5  | 46 | 21 | +25 |
|  | 3.   | Arīs Limassol      | 53 | 26 | 15 | 8  | 3  | 46 | 20 | +26 |
|  | 4.   | Pafos              | 50 | 26 | 14 | 8  | 4  | 48 | 20 | +28 |
|  | 5.   | Apollōn Limassol   | 44 | 25 | 13 | 5  | 7  | 34 | 27 | +7  |
|  | 6.   | Omonia             | 41 | 26 | 13 | 2  | 11 | 37 | 28 | +9  |
|  | 7.   | Nea Salamis        | 38 | 26 | 12 | 2  | 12 | 27 | 34 | -7  |
|  | 8.   | AEL Limassol       | 35 | 25 | 10 | 5  | 10 | 21 | 20 | +1  |
|  | 9.   | Anorthōsis         | 33 | 26 | 9  | 6  | 11 | 22 | 30 | -8  |
|  | 10.  | Karmiōtissa        | 27 | 26 | 7  | 6  | 13 | 25 | 40 | -15 |
|  | 11.  | EN Paralimni       | 21 | 26 | 6  | 3  | 17 | 22 | 38 | -16 |
|  | 12.  | Doxa Katōkopias    | 21 | 26 | 5  | 6  | 15 | 18 | 36 | -18 |
|  | 13.  | Olympiakos Nicosia | 16 | 26 | 2  | 10 | 14 | 16 | 40 | -24 |
|  | 14.  | Akritas Chlōrakas  | 12 | 26 | 3  | 3  | 20 | 15 | 50 | -35 |

Legenda:
      Ammesse alla poule scudetto
      Ammesse alla poule retrocessione
Regolamento:
Tre punti a vittoria, uno a pareggio, zero a sconfitta.
Note:

### Risultati
|                    | AEK  | AEL       | Akr  | Ano  | APO  | ApL  | ArL  | Dox  | ENP  | Kar  | Nea  | OIN  | Omo  | Paf  |
| ------------------ | ---- | --------- | ---- | ---- | ---- | ---- | ---- | ---- | ---- | ---- | ---- | ---- | ---- | ---- |
| AEK Larnaca        | –––– | 1-0       | 1-1  | 4-0  | 2-1  | 1-0  | 4-3  | 0-0  | 3-1  | 4-0  | 1-0  | 4-2  | 2-1  | 1-0  |
| AEL Limassol       | 2-1  | ––––      | 2-1  | 0-1  | 1-0  | 0-2  | 0-0  | 1-2  | 0-1  | 2-0  | 1-0  | 2-0  | 1-0  | 1-3  |
| Akritas Chlorakas  | 1-2  | 0-3       | –––– | 1-0  | 1-2  | 1-3  | 0-3  | 1-2  | 2-1  | 0-2  | 1-2  | 0-1  | 1-0  | 0-4  |
| Anorthosis         | 0-0  | 1-1       | 1-1  | –––– | 0-2  | 0-1  | 0-2  | 3-0  | 1-0  | 0-3  | 2-1  | 1-1  | 4-1  | 1-1  |
| APOEL              | 1-0  | 0-0       | 2-0  | 1-0  | –––– | 3-1  | 0-1  | 1-1  | 2-0  | 0-0  | 3-0  | 1-0  | 4-0  | 1-1  |
| Apollon Limassol   | 2-1  | Annullata | 2-0  | 0-0  | 0-1  | –––– | 0-3  | 1-0  | 1-0  | 3-4  | 2-0  | 2-1  | 2-1  | 1-1  |
| Aris Limassol      | 1-2  | 2-1       | 0-0  | 2-0  | 1-1  | 3-1  | –––– | 2-1  | 2-1  | 1-2  | 3-0  | 5-0  | 1-1  | 2-2  |
| Doxa Katokopias    | 0-1  | 0-0       | 2-0  | 0-0  | 0-1  | 0-1  | 1-2  | –––– | 0-3  | 3-2  | 0-1  | 0-0  | 0-2  | 0-3  |
| EN Paralimni       | 0-2  | 0-1       | 5-0  | 1-1  | 1-2  | 0-1  | 0-1  | 1-2  | –––– | 0-0  | 2-0  | 2-1  | 0-3  | 0-2  |
| Karmiotissa        | 1-3  | 1-2       | 1-0  | 0-2  | 1-2  | 1-1  | 0-0  | 2-1  | 1-1  | –––– | 1-2  | 1-0  | 1-2  | 0-1  |
| Nea Salamis        | 0-2  | 2-0       | 2-1  | 0-1  | 1-3  | 1-1  | 1-3  | 1-0  | 2-0  | 2-1  | –––– | 2-2  | 2-1  | 0-2  |
| Olympiacos Nicosia | 0-2  | 0-0       | 1-0  | 1-2  | 0-2  | 1-1  | 0-0  | 2-2  | 1-2  | 0-0  | 0-2  | –––– | 0-1  | 1-1  |
| Omonia             | 3-2  | 1-0       | 1-0  | 2-0  | 0-2  | 2-0  | 1-2  | 2-0  | 4-0  | 4-0  | 0-1  | 4-0  | –––– | 0-0  |
| Pafos FC           | 1-0  | 1-0       | 5-2  | 1-0  | 1-2  | 2-2  | 1-1  | 3-1  | 3-0  | 4-0  | 1-2  | 1-1  | 3-0  | –––– |

## Poule scudetto

### Classifica finale
|                  | Pos. | Squadra          | Pt | G  | V  | N  | P  | GF | GS | DR  |
| ---------------- | ---- | ---------------- | -- | -- | -- | -- | -- | -- | -- | --- |
| Cipro (bandiera) | 1.   | Arīs Limassol    | 74 | 36 | 21 | 11 | 4  | 65 | 28 | +37 |
|                  | 2.   | APOEL            | 71 | 36 | 20 | 11 | 5  | 52 | 26 | +26 |
|                  | 3.   | AEK Larnaca      | 66 | 36 | 20 | 6  | 10 | 55 | 37 | +18 |
|                  | 4.   | Pafos            | 63 | 36 | 17 | 12 | 7  | 60 | 30 | +30 |
|                  | 5.   | Apollōn Limassol | 62 | 35 | 19 | 5  | 11 | 47 | 37 | +10 |
| [ 1 ]            | 6.   | Omonia           | 49 | 36 | 15 | 4  | 17 | 43 | 42 | +1  |

Legenda:
      Campione di Cipro e ammessa alla UEFA Champions League 2023-2024
      Ammesse alla UEFA Europa Conference League 2023-2024
Regolamento:
Tre punti a vittoria, uno a pareggio, zero a sconfitta.

### Risultati
|                  | AEK  | APO  | ApL  | ArL  | Omo  | Paf  |
| ---------------- | ---- | ---- | ---- | ---- | ---- | ---- |
| AEK Larnaca      | –––– | 2-2  | 0-1  | 1-1  | 2-0  | 1-1  |
| APOEL            | 2-1  | –––– | 0-2  | 4-3  | 0-0  | 0-0  |
| Apollōn Limassol | 1-0  | 3-2  | –––– | 0-1  | 3-1  | 0-1  |
| Aris Limassol    | 4-0  | 0-0  | 2-0  | –––– | 1-0  | 2-1  |
| Omonia           | 0-2  | 1-1  | 1-2  | 0-3  | –––– | 2-0  |
| Pafos FC         | 4-0  | 1-1  | 2-1  | 2-2  | 0-1  | –––– |

## Poule retrocessione

### Classifica finale
|  | Pos. | Squadra            | Pt | G  | V  | N  | P  | GF | GS | DR  |
|  | ---- | ------------------ | -- | -- | -- | -- | -- | -- | -- | --- |
|  | 7.   | Anorthōsis         | 63 | 40 | 18 | 9  | 13 | 52 | 44 | +8  |
|  | 8.   | Nea Salamis        | 58 | 40 | 17 | 7  | 16 | 51 | 55 | -4  |
|  | 9.   | AEL Limassol       | 49 | 39 | 13 | 10 | 16 | 35 | 40 | -5  |
|  | 10.  | Karmiōtissa        | 48 | 40 | 13 | 9  | 18 | 37 | 54 | -17 |
|  | 11.  | Doxa Katōkopias    | 39 | 40 | 10 | 9  | 21 | 32 | 56 | -24 |
|  | 12.  | EN Paralimni       | 37 | 40 | 10 | 7  | 23 | 40 | 52 | -12 |
|  | 13.  | Akritas Chlōrakas  | 34 | 40 | 9  | 7  | 24 | 37 | 73 | -36 |
|  | 14.  | Olympiakos Nicosia | 28 | 40 | 5  | 13 | 22 | 30 | 62 | -32 |

Legenda:
      Retrocesse in Seconda Divisione 2023-2024
Regolamento:
Tre punti a vittoria, uno a pareggio, zero a sconfitta.

### Risultati
|                    | AEL  | Akr  | Ano  | Dox  | ENP  | Kar  | Nea  | OIN  |
| ------------------ | ---- | ---- | ---- | ---- | ---- | ---- | ---- | ---- |
| AEL Limassol       | –––– | 2-2  | 0-2  | 1-1  | 1-0  | 3-0  | 3-3  | 0-1  |
| Akritas Chlorakas  | 1-0  | –––– | 3-1  | 1-2  | 2-2  | 0-0  | 1-0  | 2-1  |
| Anorthosis         | 2-0  | 2-3  | –––– | 3-1  | 1-0  | 0-0  | 4-4  | 5-1  |
| Doxa Katōkopias    | 0-0  | 1-3  | 0-5  | –––– | 0-1  | 2-0  | 0-1  | 1-0  |
| EN Paralimni       | 3-0  | 5-1  | 0-0  | 1-2  | –––– | 0-1  | 0-0  | 3-0  |
| Karmiotissa        | 2-0  | 1-0  | 1-2  | 2-1  | 2-1  | –––– | 1-1  | 0-2  |
| Nea Salamis        | 2-3  | 4-1  | 0-2  | 1-1  | 4-2  | 1-0  | –––– | 3-2  |
| Olympiakos Nicosia | 1-1  | 3-3  | 1-2  | 1-2  | 0-0  | 1-2  | 1-0  | –––– |

## Statistiche

### Individuali

#### Classifica marcatori
| Gol |  |  | Giocatore            | Squadra          |
| --- |  |  | -------------------- | ---------------- |
| 18  |  |  | Jairo                | Pafos FC         |
| 18  |  |  | Ioannis Pittas       | Apollon Limassol |
| 14  |  |  | Diego Dorregaray     | Nea Salamis      |
| 12  |  |  | Aleksandr Kokorin    | Aris Limassol    |
| 11  |  |  | Ivan Tričkovski      | AEK Larnaca      |
| 8   |  |  | Omri Altman          | AEK Larnaca      |
| 8   |  |  | Bruno                | Omonia           |
| 8   |  |  | Muamer Tanković      | Pafos FC         |
| 8   |  |  | Leo Bengtsson        | Arīs Limassol    |
| 8   |  |  | Mounir El Allouchi   | Karmiotissa      |
| 7   |  |  | Marquinhos           | APOEL            |
| 7   |  |  | Andronikos Kakoullis | Omonia           |